# Саэна, Филипо
Фаину’улелеи Филипо Дэвид Саэна (англ. Fainu'ulelei Filipo David Saena, родился 6 июня 1966 года в Апиа) — самоанский регбист и регбийный функционер, выступавший в бытность игроком на позиции флай-хава.

## Карьера
Окончил Самоанский колледж, куда поступил в 1985 году. Выступал за самоанский клуб «Моата'а» и за новозеландский «Те Атату», в первенстве провинций Новой Зеландии представлял Окленд. Играл на позиции флай-хава (блуждающего полузащитника) и файв-эйта (пяти-восьмого).
За сборную Самоа с 1988 по 1993 годы провёл 17 игр и набрал 14 очков. Дебютировал 28 мая 1988 года в Апиа матчем против Тонга, последнюю игру провёл 5 июня 1993 года против Фиджи. Был в заявке на чемпионат мира 1991 года, но на поле не выходил.
После карьеры игрока занялся деятельностью функционера, работал с командой Самоа по регби-7 на чемпионате мира 2001 года, также работал фотографом для самоанских СМИ. Курировал деятельность сборной Самоа до 20 лет перед поездкой на розыгрыш трофея чемпионата мира в Румынию в 2018 году как представитель делегации от Новой Зеландии.

## Семья
Был женат на Кейтлин Бартли (14 сентября 1971 — 2 февраля 2014). В браке родились сыновья Майкл, Джеймс и Луис. Племянник — Джей-Пи Сауни, игравший в сборной Новой Зеландии на позиции хукера, в 2018 году перешёл в австралийский клуб «Уаратаз» из Супер Регби. В своей деревне носит почётный титул «фалепауга».